# Emmaschacht
Der Emmaschacht war eine Steinkohlengrube des Gitterseer Steinkohlenbauvereins. Der Schacht lag im nördlichen Teil der Steinkohlenlagerstätte des Döhlener Beckens auf Gitterseer Flur.

## Geschichte
Im Jahr 1831 begann das Teufen des Schachtes. Besitzer war Carl Christian Gottlieb Graf von Bressler. Benannt war der Schacht nach der Schwiegertochter von Bressler, Anna Henriette Emma, Gräfin von Reichenbach – Goschütz. Ab 1836 gehörte der Schacht zu dem im selben Jahr gegründeten Gitterseer Steinkohlenbauverein. Zur Wasserhaltung wurde eine 1831 von dem Gräflich Einsiedel'sches Eisenwerk zu Lauchhammer gelieferte Dampfmaschine eingesetzt. Die ursprüngliche Niederdruckmaschine mit Kondensation wurde später von M. H. Göbel aus Zauckerode in eine Hochdruckmaschine umgebaut. Die Maschine war maximal zwei Monate im Jahr in Betrieb. Über die wahrscheinlich vorhandene Dampffördermaschine ist nichts bekannt.
Der bei 198,22 m NN angesetzte Schacht erreichte eine Teufe von 202,00 Metern. Bei einer Teufe von 26,60 Metern kam der Gitterseestolln ein. Ab 187,00 Meter wurde das 1. Flöz mit einer Mächtigkeit von 2,70 Metern durchteuft. Die I. Sohle wurde bei einer Teufe von 193,00 Metern angeschlagen und ist mit der II. Sohle des benachbarten Moritzschachtes identisch. Der nach Südosten aufgefahrene Querschlag erreichte nach 18 Metern das 1. Flöz.
Das bauwürdige Feld des Emmaschachtes war relativ klein. Richtung Osten vertaubte das Flöz nach 120 Metern. In Richtung Süden wurde es nach 250 Metern unbauwürdig. Mit der Auffahrung von zwei Fallstrecken (Haspelberg und Fahrstrecke) mit einer Länge von 600 Metern von einer bei −11,00 m NN liegenden Strecke bis zu einer bei  −195 m NN liegenden Strecke am Meiselschacht, wurde die Flözverbreitung untersucht und eine Verbindung zum Meiselschacht hergestellt. Das 1. Flöz war dabei nur auf einer Länge von 160 Metern bauwürdig.

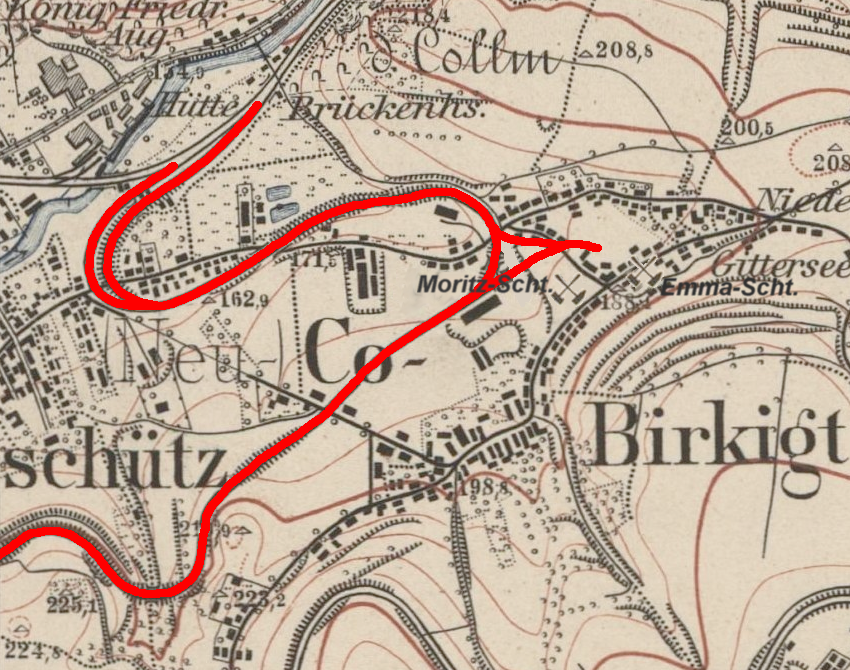
Karte der Schachtanlagen (Äquidistantenkarte, 1904)
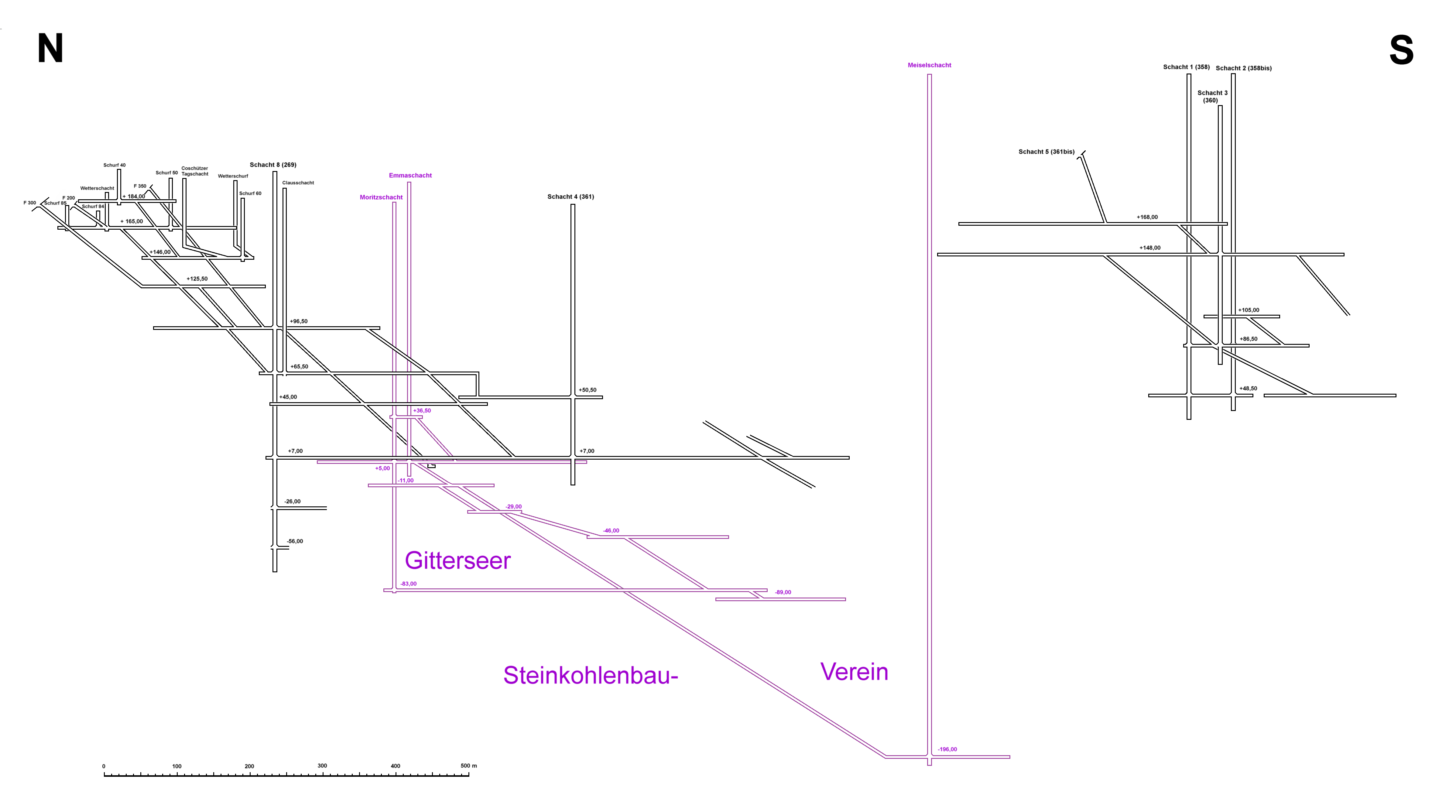
Grubenriß mit dem Emmaschacht
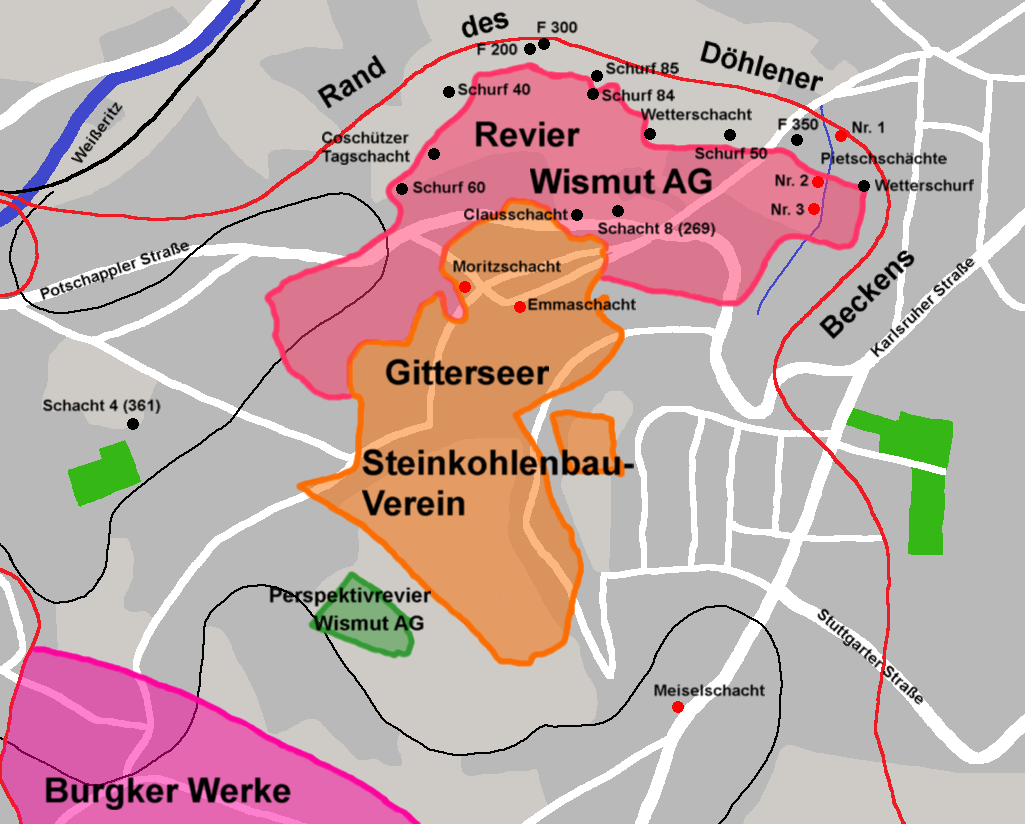
Revier Heidenschanze mit Kohlefeldern und Emmaschacht

Über den Zeitpunkt der Einstellung des Betriebes auf dem Emmaschacht ist nichts bekannt.
Zur Eröffnung des Konkursverfahrens  über den Gitterseer Steinkohlenbauverein am 21. Juli 1859 war der Betrieb des Schachtes schon eingestellt.
1993 wurde der Schacht durch die Bergsicherung Dresden bis zum Gitterseestolln aufgewältigt und hier mit einer Betonplombe verwahrt.
Da eine Langzeitsicherheit mit dieser Verwahrung nicht gegeben war, wurde der Gitterseestolln zwischen 2019 und 2021 bis zum Emmachacht aufgewältigt. Die alte Betonplombe des Schachtes wurde von allen Seiten umfahren und die Strecken danach mit Beton verwahrt. Ausführendes Unternehmen war die Bergsicherung Freital GmbH.